# Bambusa diaoluoshanensis
Bambusa diaoluoshanensis là một loài thực vật có hoa trong họ Hòa thảo. Loài này được L.C.Chia & H.L.Fung mô tả khoa học đầu tiên năm 1981.